# Coleophora japonicella
Coleophora japonicella é uma espécie de mariposa do gênero Coleophora pertencente à família Coleophoridae.